# Cerotainia laticeps
Cerotainia laticeps är en tvåvingeart som beskrevs av Stanley Willard Bromley 1929. Cerotainia laticeps ingår i släktet Cerotainia och familjen rovflugor.
Artens utbredningsområde är Kuba. Inga underarter finns listade i Catalogue of Life.